# Gioia mexicana
Gioia mexicana is een keversoort uit de familie bladkevers (Chrysomelidae). De wetenschappelijke naam van de soort werd in 2001 gepubliceerd door Savini, Furth & Nino Maldonado, Santiago.